# Couchsurfing

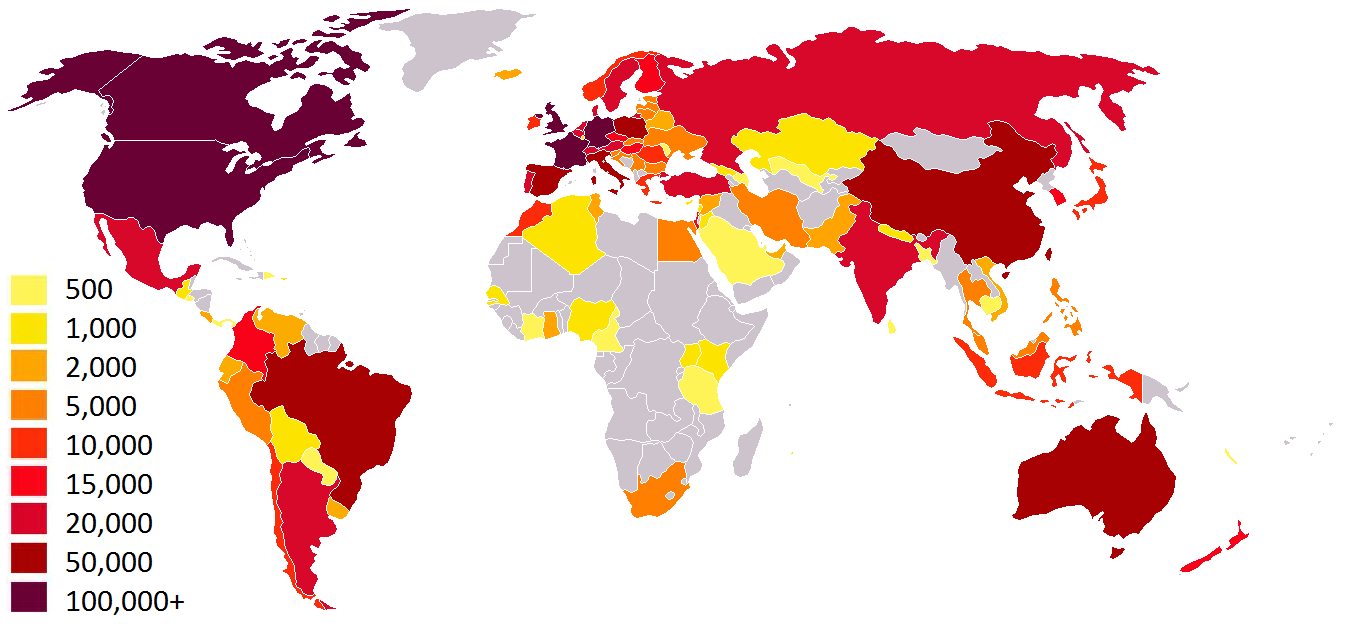
Länder mit mehr als 500 registrierten Couchsurfern (3. Januar 2011)

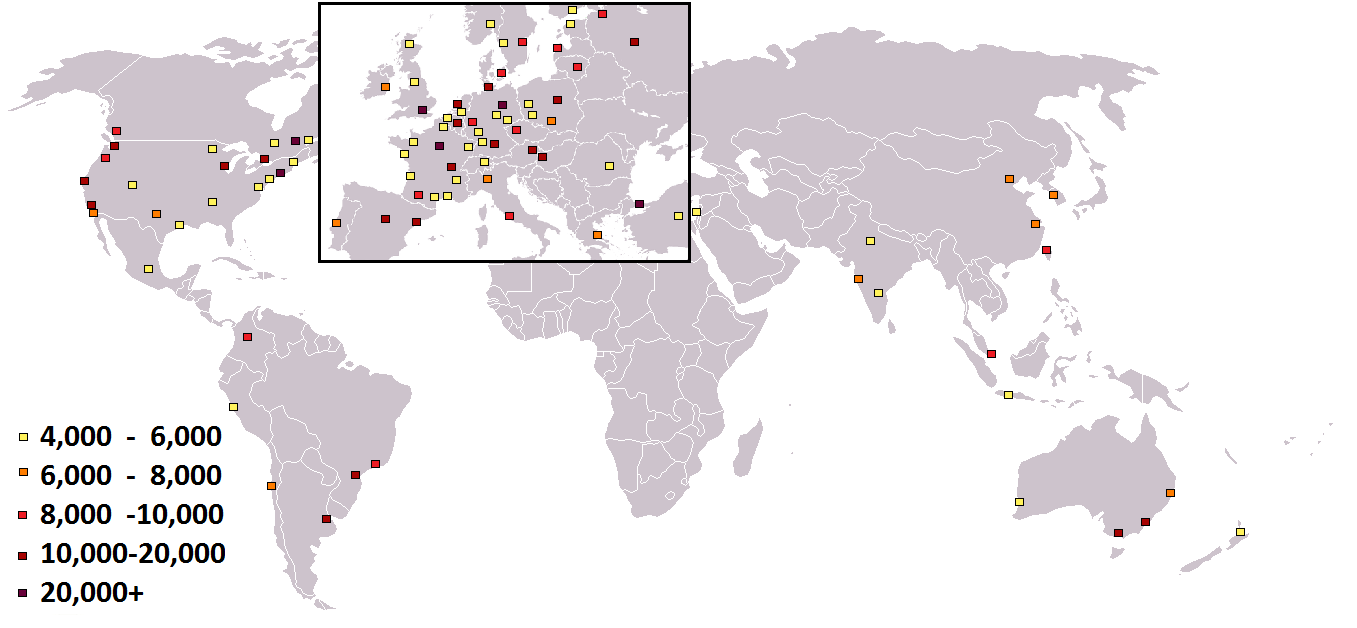
Städte mit mehr als 4000 registrierten Couchsurfern (2011)

Couchsurfing ist ein im Jahr 2004 gegründetes kommerzielles, kostenpflichtiges und internetbasiertes Gastfreundschaftsnetzwerk. Die Mitglieder nutzen die Website, um eine kostenlose Unterkunft auf Reisen zu finden, selbst eine Unterkunft oder auch anderes anzubieten, wie beispielsweise einem Reisenden die Stadt zu zeigen.
Im November 2018 zählte Couchsurfing nach eigenen Angaben 12 Millionen Mitglieder.
Ende August 2011 wurde die Unternehmensstruktur von Couchsurfing umgewandelt, um die Finanzierung der Website durch Investoren zu ermöglichen.

## Merkmale
Die Mitglieder vermitteln über die Website Gastgeberdienste. Um die Vertrauenswürdigkeit der Mitglieder besser einschätzen zu können, gibt es ausführliche Nutzerprofile. Durch Bewertungen von anderen Nutzern erhalten die Interessenten ein Bild davon, wie zufrieden andere „CouchSurfer“ mit dem Gastgeber und der Unterkunft waren. Außerdem stehen interessenbezogene Diskussionsgruppen und eine Funktion zum Senden privater Nachrichten zur Verfügung.

## Das Funktionsprinzip
Die Mitgliedschaft in der Organisation wird durch Anmeldung auf der Website erworben. Den Kern des Angebotes bildet der Austausch von Gastfreundschaft. Ein Mitglied kann nach Belieben einen Schlafplatz anbieten – dies ist zwar nicht zwingend erforderlich, jedoch wird jeder Registrierte ausdrücklich dazu ermutigt.
Beherbergungen beruhen auf Absprachen zwischen den Beteiligten. Dauer, Art und Beendigungen des Aufenthaltes werden in der Regel im Vorhinein vereinbart. Es ist untersagt, für die vermittelten Übernachtungen Geld zu verlangen oder zu bezahlen, da dies dem Couchsurfing-Prinzip widerspricht. Gäste (Surfer) können jedoch einen Betrag an den Kosten für Mahlzeiten oder Wäsche bezahlen, falls diese vom Gastgeber offeriert und vom Gast in Anspruch genommen werden.
Folgende Maßnahmen sollen Sicherheit und Vertrauen gewährleisten:
- Persönliche Referenzen, die Gäste und Gastgeber gegenseitig hinterlassen können, nachdem sie den Dienst in Anspruch genommen haben.
- Die kostenpflichtige Identitätsprüfung per Kreditkarte und Telefonnummer[3]

Jedes Mitglied, das genügend Erfahrungen gesammelt hat, kann sich als ein sogenannter Ambassador (Botschafter) bewerben und steht dann als ehrenamtlicher Ansprechpartner für neue und bestehende Benutzer zur Verfügung.
Es wird hier zwischen Country Ambassador und City Ambassador unterschieden.
Außerdem kann sich jedes Mitglied für verschiedene Teams bewerben und dort ehrenamtlich Verwaltungsaufgaben (z. B. Übersetzungen, Beantwortung von eingeschickten Fragen, Gruppenverwaltung u. ä.) übernehmen.
Teilweise organisieren Freiwillige unter den Mitgliedern auch mehrtägige Treffen oder Lager, um die Menschen einander näherzubringen.
Diese Events werden meist unter der Bezeichnung Couch Crash oder Couch Invasion geführt und im Couch Crash Calendar veröffentlicht.
In vielen Städten finden wöchentliche oder monatliche Couchsurfing Meetings statt. Auch so genannte Potluck Dinner und Living Room Konzerte sind in der Couchsurfing Community weit verbreitet.

## Geschichte
2003 gründete Casey Fenton das Unternehmen CouchSurfing International, Inc. mit sich als Vorstandsvorsitzendem und Forumteilnehmer. Seit 2004 begann dann die Couchsurfing-Gemeinde zügig anzuwachsen, die Domain couchsurfing.com (später zu couchsurfing.org gewechselt) wurde bereits 1999 registriert.

### Vorübergehender Ausfall
Nach einem schwerwiegenden Datenbankfehler am 28. Juni 2006 und Problemen mit Sicherheitskopien war das Projekt vorübergehend nicht erreichbar.
Ein Abschiedsbrief von Fenton auf der Website berichtete vom Auftreten eines schwerwiegenden Datenbankfehlers, der zu viele wichtige Daten vernichtet hätte, um in bisheriger Form weitermachen zu können. Er beschloss aus persönlichen Gründen, das Projekt aufzugeben, änderte seine Meinung jedoch später.
Nach der großen Resonanz aus der Gemeinschaft mit über 2000 Unterstützungsangeboten entschied er sich dafür, das Projekt weiterzuführen. Innerhalb weniger Tage wurde bestätigt, dass die Website wiederaufgebaut werden würde und Nutzer konnten sich, allerdings mit eingeschränktem Funktionsumfang, wieder anmelden. Am 3. Juli 2006 wurde CouchSurfing 2.0 angekündigt und sollte innerhalb von zehn Tagen in Betrieb gehen. Seit dem 7. Juli 2006 ist CouchSurfing.com wieder voll in Betrieb. Mit Hilfe professioneller Datenforensiker konnten Benutzerprofile von 87.000 der 90.000 registrierten Benutzer erfolgreich wiederhergestellt werden.

### Missbrauch der Plattform
Es sind Vorkommnisse bekannt geworden, dass die Vermittlung durch Couchsurfing von Sexualstraftätern missbraucht worden ist. So drohte im März 2009 ein Mann in Leeds eine bei ihm übernachtende Hongkonger Couchsurferin zu töten und vergewaltigte sie zweimal. Die Frau entkam am folgenden Tag und verständigte die Polizei. Der Täter wurde zu zehn Jahren Haft verurteilt. Weitere Vorfälle gab es 2012 in Marseille, 2013 bis 2014 in Padua und 2015 sowie 2016 in München.

### Kommerzialisierung
Im August 2011 verkündete Couchsurfing offiziell seinen Wechsel zu einer gewinnorientierten Organisation.
Es wurde die Unternehmensform geändert, die allgemeinen Geschäftsbedingungen angepasst, das Management ausgewechselt und schließlich die Website komplett neu geschrieben, wodurch u. a. viele vormals öffentlichen Statistiken über Benutzerzahl und geographische Verbreitung nicht mehr abrufbar sind.
Die Kommerzialisierung der Website wurde von verschiedenen Mitgliedern aus verschiedenen Gründen kritisiert. Die Änderung der Datenschutzbestimmungen war auch Kritikpunkt von Peter Schaar, dem damaligen Datenschutzbeauftragten Deutschlands.

### Kostenpflicht
Im Mai 2020 gab Couchsurfing bekannt, dass das Netzwerk infolge der COVID-19-Pandemie trotz Einsparungen gezwungen sei, künftig von Nutzern aus „entwickelten Ländern“ einen Mitgliedsbeitrag zu erheben, um weiterexistieren zu können.

## Film
- Isabel Braak: Couchmovie (2013), Komödie, 53 Min[17]